# George Kennan (1845-1924, amerikansk udforsker)
 For alternative betydninger, se George Kennan. (Se også artikler, som begynder med George Kennan)
George Kennan (født 16. februar 1845 i Ohio, død 10. maj 1924) var en amerikansk telegrafist, journalist og forfatter.
Han berejste som telegrafist i det russisk-amerikanske Telegrafselskab Kamtjatka i 1865 og Rusland og Sibirien 1870—71. Han skrev herom bogen Tent life in Siberia i 1870. En ny rejse i Sibirien 1885—86 gav ham stof til hans bog Siberia and the exile system 1889—90, hvori han beskriver de russiske forvistes liv. Han optrådte senere som foredragsholder og journalist og har som sådan offentliggjort Campaigning in Cuba i 1899, The Tragedy af Pelée i 1902 og A Russian Comedy of Errors i 1915.

## Forfatterskab på dansk
- George Kennan: Sibirien; Christiania og Kjøbenhavn 1891 (autoriseret oversættelse ved L. Strange)